# Пломьон
Пломьо́н (фр. Plomion) — коммуна во Франции, находится в регионе Пикардия. Департамент коммуны — Эна. Входит в состав кантона Вервен. Округ коммуны — Вервен.
Код INSEE коммуны — 02608.

## Население
Население коммуны на 2010 год составляло 477 человек.
| 1962 | 1968 | 1975 | 1982 | 1990 | 1999 | 2010 |
| ---- | ---- | ---- | ---- | ---- | ---- | ---- |
| 704  | 681  | 630  | 511  | 527  | 518  | 477  |

## Экономика
В 2010 году среди 308 человек трудоспособного возраста (15—64 лет) 232 были экономически активными, 76 — неактивными (показатель активности — 75,3 %, в 1999 году было 67,0 %). Из 232 активных жителей работали 201 человек (120 мужчин и 81 женщина), безработных было 31 (13 мужчин и 18 женщин). Среди 76 неактивных 14 человек были учениками или студентами, 27 — пенсионерами, 35 были неактивными по другим причинам.